# アルフレッド・ウィリアム・ハント
アルフレッド・ウィリアム・ハント（1830年11月15日 - 1896年5月3日、英: Alfred William Hunt）はイングランド出身の画家で、風景画家であるアンドリュー・ハントの息子である。

## 経歴

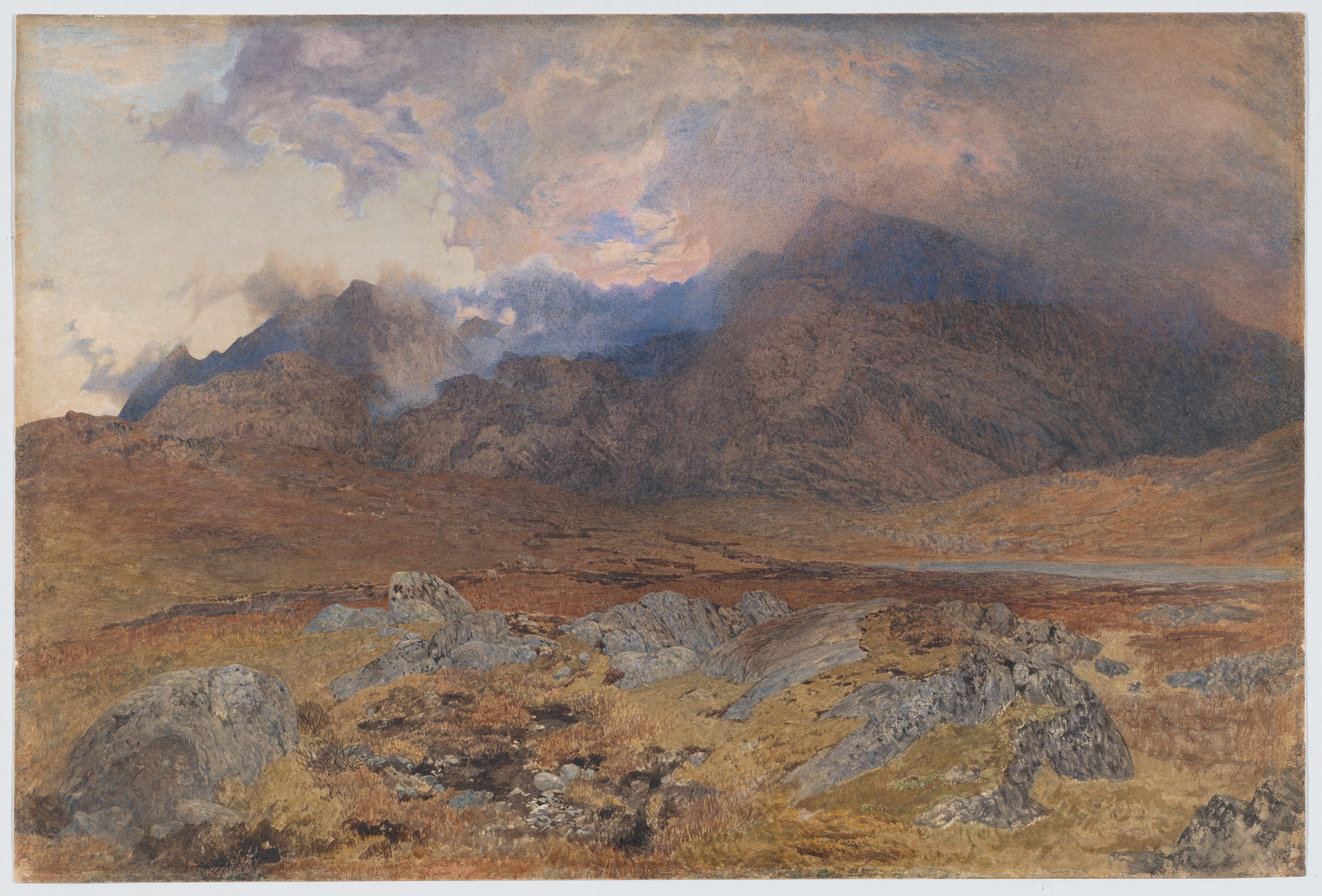
4月の雹を伴う嵐の後のスノードン山、もしくは晴れた雲の合間に見えるスノードン山

1830年11月15日にイングランドのランカシャー州リヴァプールで生まれる。リヴァプール協同学校在学中に絵画を学ぶ。それにもかかわらず、古典芸術を学ぶため父親の提案で、1848年にオックスフォード大学コーパス・クリスティ・カレッジに進んだ。そこでの成績は抜群だった。1851年に詩作「Nineveh」でニューディゲイト賞を受賞し、1853年にはコーパス・クリスティ・カレッジの特別研究員となった。

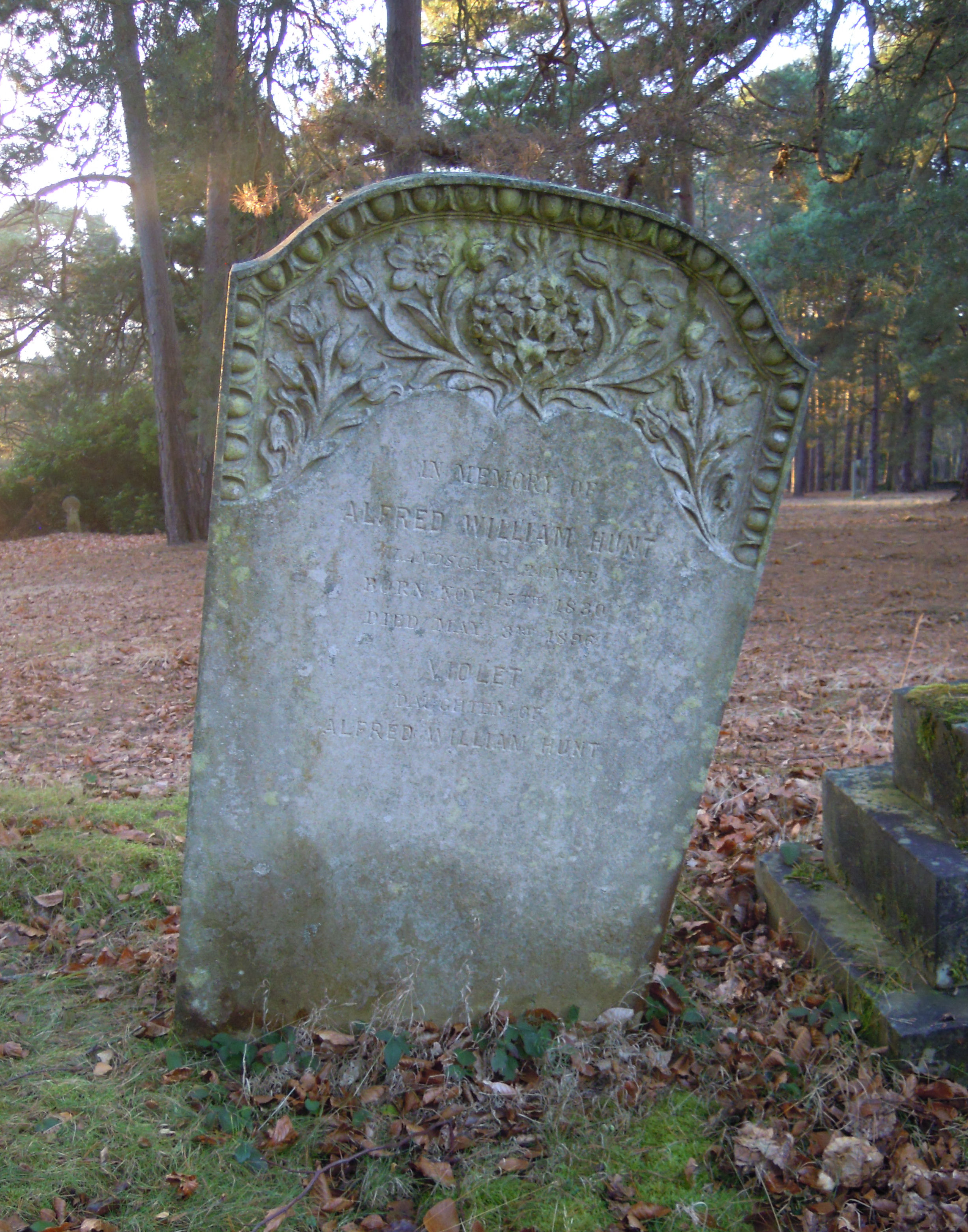
ブルックウッド共同墓地にあるアルフレッド・ウィリアム・ハントの墓

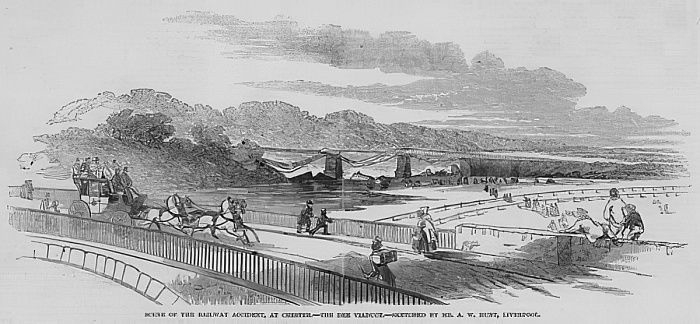
チェスターで起きたディー橋事故の現場を描いたハントが発表した初めての作品

1847年5月24日に起きたディー橋事故を目撃したことがきっかけとなり、画家生活を通じてイラストレイテド・ロンドン・ニュースに写生画を提供するようになる。事故当時16歳だったハントは後続列車に乗車しており、彼の写生画は1847年5月29日付の新聞に掲載された。
けれども芸術活動を断念した訳ではなく、美術評論家のジョン・ラスキンに説得される形で1854年に王立芸術院に作品を出品し、その後になってロンドンや地方の展覧会に油彩と水彩の風景画を展示するようになる。1861年に結婚した彼は特別研究員の地位を断念し、1862年に王立水彩画協会の準会員に選出され、1864年に正会員を受諾した。彼の任務は主に協会の繊細な特性や詩趣に富む雰囲気の解釈を理解させることにあった。ラファエル前派に賛同し、風景画における繊細な細部描写や草、葉、木々などの綿密な描写が正にその重要性を示している。
妻のマーガレット・レイン・ハントはフィクション作品を執筆し、娘のイゾベル・ヴァイオレット・ハントは小説家として知られる。リヴァプールのウォーカー・アート・ギャラリーには姪のジェシー・マクレガーの絵画が所蔵されている。
ハントの遺骸は妻や娘とともにブルックウッド共同墓地に埋葬されている。